# Ga Vinh
Ga Vinh là một nhà ga xe lửa tại số 1 đường Lệ Ninh, phường Thành Vinh, tỉnh Nghệ An. Nhà ga là một điểm của đường sắt Bắc Nam và nối với ga Quán Hành với ga Yên Xuân. Ga Vinh cách ga Hà Nội 319 km về phía Bắc, cách ga Thanh Hóa gần 114 km về phía Bắc, cách ga Hương Phố 67 km về phía Nam, cách ga Đồng Hới 203 km về phía Nam, cách ga Huế 369 km về phía Nam và cách ga Đà Nẵng 472 km về phía Nam. Lý trình ga: Km 319+20.

## Lịch sử

### Lịch sử xây dựng
Ga Vinh được xây dựng vào năm 1900. Đoàn tàu đầu tiên vào ga Vinh là vào ngày 17 tháng 3 năm 1905. Từ đây, ga xe lửa Vinh và Nhà máy Xe lửa Trường Thi thuộc quyền quản lý của Đặc khu Đường sắt Bắc Trung kỳ. Thời kỳ này là lúc bắt đầu hình thành nên đội ngũ công nhân đường sắt khu vực Vinh - Bến Thủy.

### Phong trào đấu tranhXô Viết Nghệ Tĩnhcủa nhân viên đường sắt của ga Vinh
Vào tháng 8 năm 1928, chi bộ đầu tiên của Việt Nam thanh niên cách mạng đồng chí hội đã được thành lập nên từ những nhân viên trong đội ngũ đường sắt ở đây. Ngày 25 tháng 4 năm 1930, hơn 200 công nhân đường sắt của ga Vinh cùng với Nhà máy Xe lửa Trường Thi và cả những nông dân đã đứng lên đấu tranh đòi lại sự tự do, chống sự bóc lột, mở đầu cho một cuộc đấu tranh quan trọng và nổi tiếng trong lịch sử Việt Nam, đó là phong trào đấu tranh Xô Viết Nghệ Tĩnh. Trải qua hai cuộc chiến ác liệt, nhà ga này cũng là một phần gắn bó với lịch sử cách mạng của tỉnh Nghệ An.

### Ga Vinh bị máy bayB52củaMỹném bom
Vào ngày 10 tháng 4 năm 1972, ga Vinh nói riêng và cả thành phố Vinh nói chung bị Mỹ ném bom nặng nề, việc ném bom này là một phần của Chiến dịch Sấm Rền nhằm tấn công Miền Bắc Việt Nam, cắt nguồn viện trợ vũ khí và lương thực vào chiến trường Miền Nam Việt Nam, trong đó có tấn công vào tỉnh Nghệ An. Khi bị tấn công, nhà ga Vinh chỉ còn là một đống đổ nát, hoang tàn.

### Sự phát triển nhà ga sau khiViệt Namthống nhất
Sau khi hai miền Việt Nam được thống nhất, nhà ga Vinh đã được xây mới lại khang trang và đẹp hơn. Ga Vinh cũng đã rất phát triển cả về cơ sở vật chất và cả bộ mặt nhà ga. Ở ngoài, nhà ga này đã được trồng cây xanh, hoa , để trang trí , sân ga đã rộng rãi, sạch sẽ và được bố trí thuận tiện hơn cho khách đi tàu hỏa.

## Các tuyến
- Đường sắt Bắc Nam